# Skövde
Skövde – miejscowość w Szwecji, położona na południowy wschód od jeziora Wener. Siedziba władz administracyjnych gminy Skövde w regionie Västra Götaland. Około 33 119 mieszkańców.
Ze Skövde pochodzi Gabriella Kain, szwedzka piłkarka ręczna, reprezentantka kraju.
W mieście rozwinął się przemysł samochodowy, cementowy, elektrotechniczny oraz włókienniczy.

## Miasta partnerskie
- Halden, Norwegia
- Ringsted, Dania
- Vammala, Finlandia
- Kuressaare, Estonia
- South Derbyshire, Wielka Brytania
- Starachowice, Polska